# Friedrich Alphons Pick

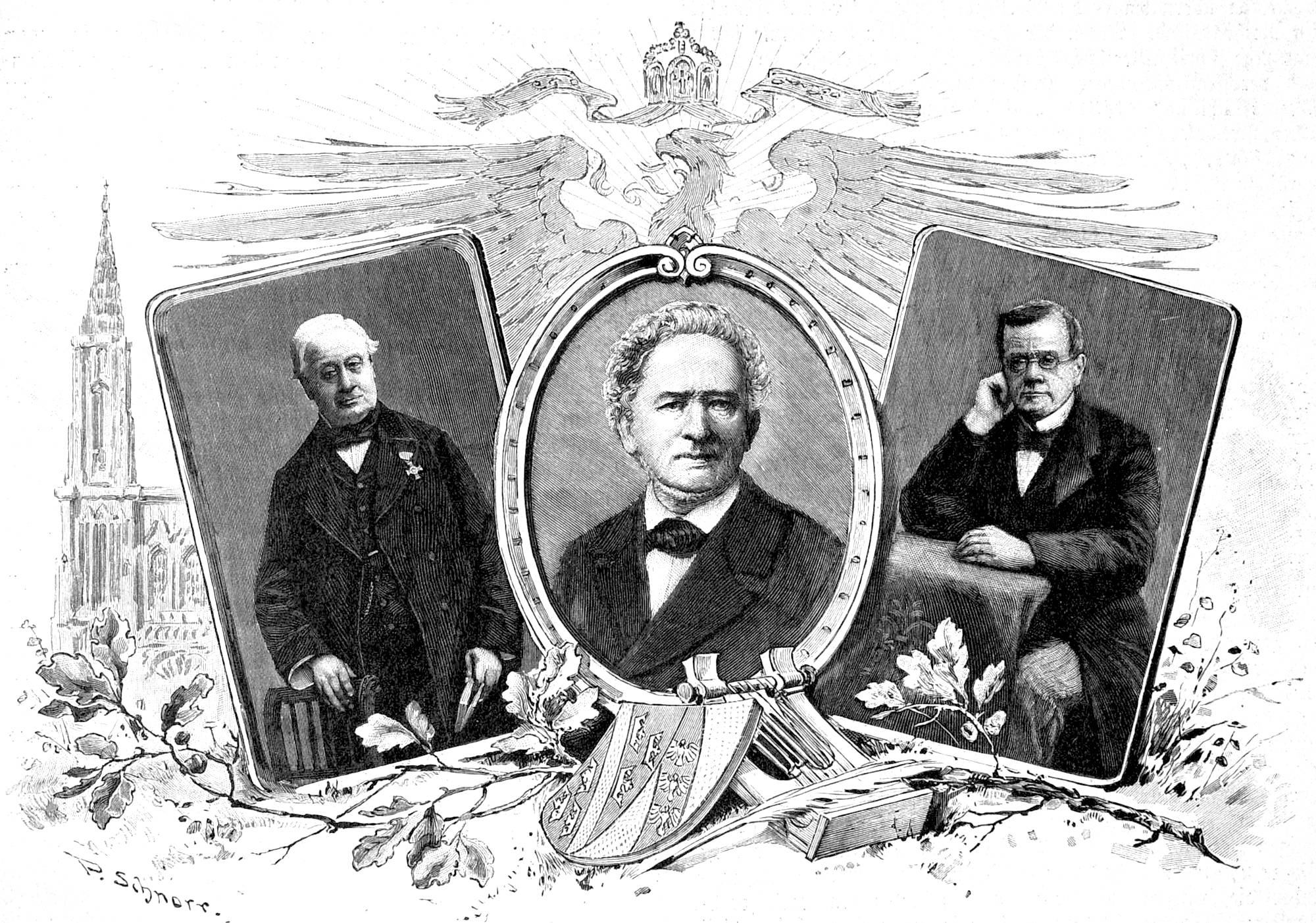
Die Gartenlaube, 1893. Bildunterschrift: „Christian Hackenschmidt. Daniel Hirtz. Alphons Pick. Die drei letzten Meistersänger von Straßburg.“

Friedrich Alphons Pick auch Alphons Pick auch Frédéric Alphonse Pick (* 4. Juni 1808 in Straßburg; † 8. März 1896 ebenda) war ein französisch-deutscher Schriftsteller in Mundart und Politiker.

## Leben

### Familie
Friedrich Alphons Pick war der Sohn des Kaufmanns Georges Frédéric Pick (1779–1838) und dessen Ehefrau Sophie Amélie († 14. Februar 1838 in Dorlisheim; geb. Weiler).
Am 31. März 1838 heiratete er in Straßburg Louise Emma Victoire Adèle (* 2. Oktober 1815 in Straßburg; † 30. Dezember 1895 ebenda), die Tochter von Louis Chrétien Reuss (1790–1848), Kaufmann und stellvertretender Bürgermeister von Straßburg.
Sein Schwager war der Politiker Eugène Louis-Frédéric Reuss (1814–1896).

### Werdegang
Friedrich Alphons Pick besuchte das Gymnasium sowie das College royal in Straßburg und immatrikulierte sich an der Universität Straßburg zu einem Studium der Rechtswissenschaft; gleichzeitig begann er mit einer Tätigkeit in einem Notarbüro. Da er bereits nach kurzer Zeit erkannte, dass er kein Interesse für das Notariat entwickeln würde, wandte er sich 1829 der Industrie zu und gründete 1837 mit seinem Schwager Paul Friedrich Albert Goldenberg, dem Vater von Alfred Goldenberg, eine Eisenwarenfabrik (später Elsässische Werkzeug-Fabrik Zornhoff) in Zornhoff im heutigen Saverne im Département Bas-Rhin in der Region Elsass, und leitete das Unternehmen als Techniker bis 1861.
Nachdem er sich nach Straßburg zurückgezogen hatte, verbrachte er seine Zeit mit dem Studium der englischen Sprache und übte mehrere kommunale Ehrenämter aus.
1874 wurde er, nachdem die geänderte Reichsverfassung (siehe Bismarcksche Reichsverfassung) in Kraft getreten war, Mitglied des unterelsässischen Bezirkstags (siehe Bezirkstag (Elsaß-Lothringen)) und wurde auch in den Landesausschuss (siehe Landtag des Reichslandes Elsaß-Lothringen#Landesausschuss) gewählt, in dem er einige Jahre als Alterspräsident fungierte.
Er zog sich 1887 aus dem öffentlichen Leben zurück.
1892 war er im Verwaltungsrat der Blessig-Stiftung, benannt nach Johann Lorenz Blessig, die 1847 von Frédéric Guillaume Edel (auch Friedrich Wilhelm Edel) (1787–1866) gegründet worden war.

### Schriftstellerisches Wirken
Friedrich Alphons Pick veröffentlichte 1864 das deutsche Lustspiel mit Elsässer Szenen Der tolle Morgen sowie 1874 eine Broschüre über die Reichstagswahlen Unseri Reichsdaa-Wahle. In den Jahren von 1873 bis 1875 veröffentlichte er mehrere Schriften in Mundart.

## Schriften (Auswahl)
- Der tolle Morgen. 1864.
- Anno 1873. 's Ys're Mannsbüechel. 1873.
- Unseri Reichsdaa-Wahle. 1874 (Digitalisat).
- Anno 1975. E Brief vom Ys're Mann an syni Frind. 1875 (Digitalisat).